# Toni Brutscher
Anton Johann « Toni » Brutscher, né le 15 novembre 1925 à Oberstdorf et mort le 16 novembre 1983 dans la même localité, est un sauteur à ski allemand, représente la RFA.

## Biographie
Toni Brutscher est blessé sérieusement lors de la Seconde Guerre mondiale.
En 1949, il devient champion d'Allemagne de saut a ski, titre qu'il gagne de nouveau en 1955.
Membre du club de ski d'Oberstdorf, il termine quatrième à l'épreuve du petit tremplin de saut à ski aux Jeux olympiques de 1952. La même année, il reçoit la Silbernes Lorbeerblatt. En 1953-1954, il est quatrième du classement final de la Tournée des quatre tremplins, où il est troisième à Garmisch-Partenkirchen.
Après sa carrière sportive, il devient musicien, jouant de l'accordéon dans un groupe de folk.

## Palmarès

### Jeux olympiques
| Épreuve / Édition | Oslo 1952 |
| Individuel        | 4e        |

### Tournée des quatre tremplins
- 2 podiums dans des manches.